# Alfred Fiderkiewicz
 (mai 2025).
Si vous disposez d'ouvrages ou d'articles de référence ou si vous connaissez des sites web de qualité traitant du thème abordé ici, merci de compléter l'article en donnant les références utiles à sa vérifiabilité et en les liant à la section « Notes et références ».
Alfred Jan Fiderkiewicz, né le 2 août 1886 à Horodenka et mort le 8 juin 1972 à Varsovie, est un militant du mouvement ouvrier, homme politique socialiste, médecin, diplomate et survivant d'Auschwitz polonais.

## Biographie
Fiderkiewicz naît dans une famille paysanne à Horodenkaà HOrodenka. Sa famille déménage aux États-Unis où il travaille comme ouvrier. Fiderkiewicz éudie à l'Université de Boston et est également actif dans le mouvement syndical. Il retourne en Pologne en 1922 où il est élu député à la Diète pour le district de Kalisz représentant le Parti populaire polonais « Wyzwolenie ». En 1924, il est membre fondateur du Parti paysan indépendant et est président de son conseil d'administration dans les années 1924-1927. En même temps, à partir de 1925, il est actif au Parti communiste de Pologne.En 1926, il est candidat du KKP et du Parti paysan indépendant à la présidence de la République de Pologne,
En 1927, il est emprisonné à Pawiak pendant plusieurs mois. En 1928, il est arrêté par la police pour une courte période et part pour Gdańsk, puis pendant deux mois en URSS. Après son retour en Pologne, il exerce comme médecin à Milanówek (jusqu'en 1943). Sa maison est un lieu de contacts et de réunions illégales des membres du KPP. À la fin des années 1930, il est délégué pour être actif dans le mouvement démocratique, il est membre du Club démocratique de Varsovie, il est également membre des autorités du Parti démocratique.
Après l'invasion de l'Allemagne nazie et de l'URSS et l'occupation de la Pologne, les communistes continuent à se réunir dans son appartement. Le 14 septembre 1940, il est arrêté par la Gestapo et libéré au bout de deux mois grâce au versement d'une forte rançon. Au milieu de l'année 1941, il fonde l'organisation « Proletariusz » à Varsovie et adhéra au Parti des travailleurs polonais en janvier 1942. Il travaille en étroite collaboration avec Marceli Nowotko, Paweł Finder et d'autres militants importants du PPR. Il organise des réunions de représentants du Parti des travailleurs polonais et de la délégation gouvernementale en février et mars 1943.
Les réunions de la direction du Parti des travailleurs polonais se déroulent souvent dans sa maison de Milanówek. Le 28 juin 1943, il est à nouveau arrêté et, d'août 1943 à janvier 1945, il est emprisonné dans un camp de concentration allemand à Auschwitz-Birkenau.
Après la fin de la guerre, il fut maire de Cracovie pendant une courte période (du 5 février au 14 juin 1945). À partir du 3 mai 1945, il fut membre du Conseil national de l'État, représentant le Parti ouvrier polonais. De 1945 à 1949, il travailla dans la diplomatie comme chargé d'affaires à Londres, envoyé à Montréal et à Budapest. En 1948, il adhéra au Parti ouvrier unifié polonais nouvellement créé et présida le Syndicat des travailleurs de la santé en son nom. Il fut également directeur de la Commission principale pour la poursuite des crimes contre la nation polonaise.
Durant les dernières années de sa vie, il écrit de nombreux livres et articles, dont la plupart sont des mémoires. Fiderkiewicz est enterré le 10 juin 1972, dans l'Allée du Mérite au cimetière militaire de Powązki. Il a des funérailles nationales avec des milliers de participants.

## Récompenses
- Ordre de la Bannière du Travail.

- Ordre Polonia Restituta- 1re classe
- Croix de Commandeur de la Ordre Polonia Restituta
- Croix d'Officier de l'Ordre de Ordre Polonia Restituta

- Médaille du 10e anniversaire de la république populaire de Pologne